# Víctor Tomàs i Gonzàlez
Víctor Tomàs i Gonzàlez (Barcelona, 15 de febrer de 1985) és un jugador d'handbol català retirat. Va ingressar al la Secció d'handbol del Futbol Club Barcelona el 1998 a l'equip cadet del planter, i d'allà progressà fins a arribar al filial la temporada 2002-03, en què acabà debutant al primer equip. Era un extrem esquerrà que jugava per la dreta i que destacava per la seva rapidesa i explosivitat. Acostumat a jugar en les situacions d'atac, va anar desenvolupant-se en les tasques defensives.
La temporada 2013-2014, va guanyar cinc títols amb el FC Barcelona, en un gran any en què l'equip només no va poder guanyar la Copa d'Europa, i a la Lliga ASOBAL va guanyar tots 30 partits disputats, amb un nou rècord de gols, 1146.
El 30 de novembre de 2022, després del partit Barça-Kiel de Champions, Víctor Tomàs va rebre l'homenatge de l'afició del Palau Blaugrana amb la retirada de la samarreta amb el número 8 de qui va ser capità de l'equip d'handbol durant la darrera dècada. Tomàs havia hagut de retirar-se prematurament el 2020 a causa d'una malaltia cardíaca i la pandèmia de covid havia endarrerit el seu comiat oficial.
En les seves 18 temporades al primer equip va guanyar un total de 69 títols, entre els quals destaquen tres Copes d'Europa, 5 Mundials de clubs, 12 Lligues i 11 Copes del Rei, entre d'altres, esdevenint el tercer esportista del club amb millor palmarès, després d'Aitor Egurrola, de la secció d'hoquei patins i de David Barrufet, també d'handbol.

## Palmarès

### Amb el FC Barcelona
En les categories inferiors va guanyar tres Campionats d'Espanya, un com a cadet i dos com a juvenil. També va ser el millor jugador cadet d'Espanya la temporada 1998-99.
- 5 Campionats del Món de Clubs: 2013, 2014, 2017, 2018, 2019
- 3 Lligues de Campions: 2004-05, 2010-11, 2014-15.
- 1 Copa EHF: 2002-03.
- 1 Supercopa d'Europa: 2003-04.
- 7 Lligues dels Pirineus: 2003-04, 2005-06, 2006-07, 2007-08, 2009-10, 2010-11, 2011-12.
- 12 Lligues ASOBAL: 2002-03, 2005-06, 2010-11, 2011-12, 2012-13, 2013-14, 2014-15, 2015-16, 2016-17, 2017-18, 2018-19, 2019-20.[1]
- 11 Copes del Rei: 2003-04, 2006-07, 2008-09, 2009-10, 2013-14, 2014-15, 2015-16, 2016-17, 2017-18, 2018-19, 2019-20.
- 12 Supercopes ASOBAL: 2003-04, 2006-07, 2008-09, 2009-10, 2012-13, 2013-14, 2014-15, 2015-16, 2016-17, 2017-18, 2018-19, 2019-20.
- 10 Copes ASOBAL: 2009-10, 2011-12, 2012-13, 2013-14, 2014-15, 2015-16, 2016-17, 2017-18, 2018-19, 2019-20.
- 7 Supercopes de Catalunya: 2012, 2014, 2015, 2016, 2017, 2018, 2019

### Amb laselecció espanyola
- Medalla d'or al campionat del món d'Espanya 2013
- Medalla d'argent al Campionat d'Europa d'handbol masculí de 2016
- Medalla de bronze en els Jocs Olímpics de Beijing 2008
- Medalla de bronze al Campionat d'Europa d'handbol masculí de 2014